# Julija Riabczynska

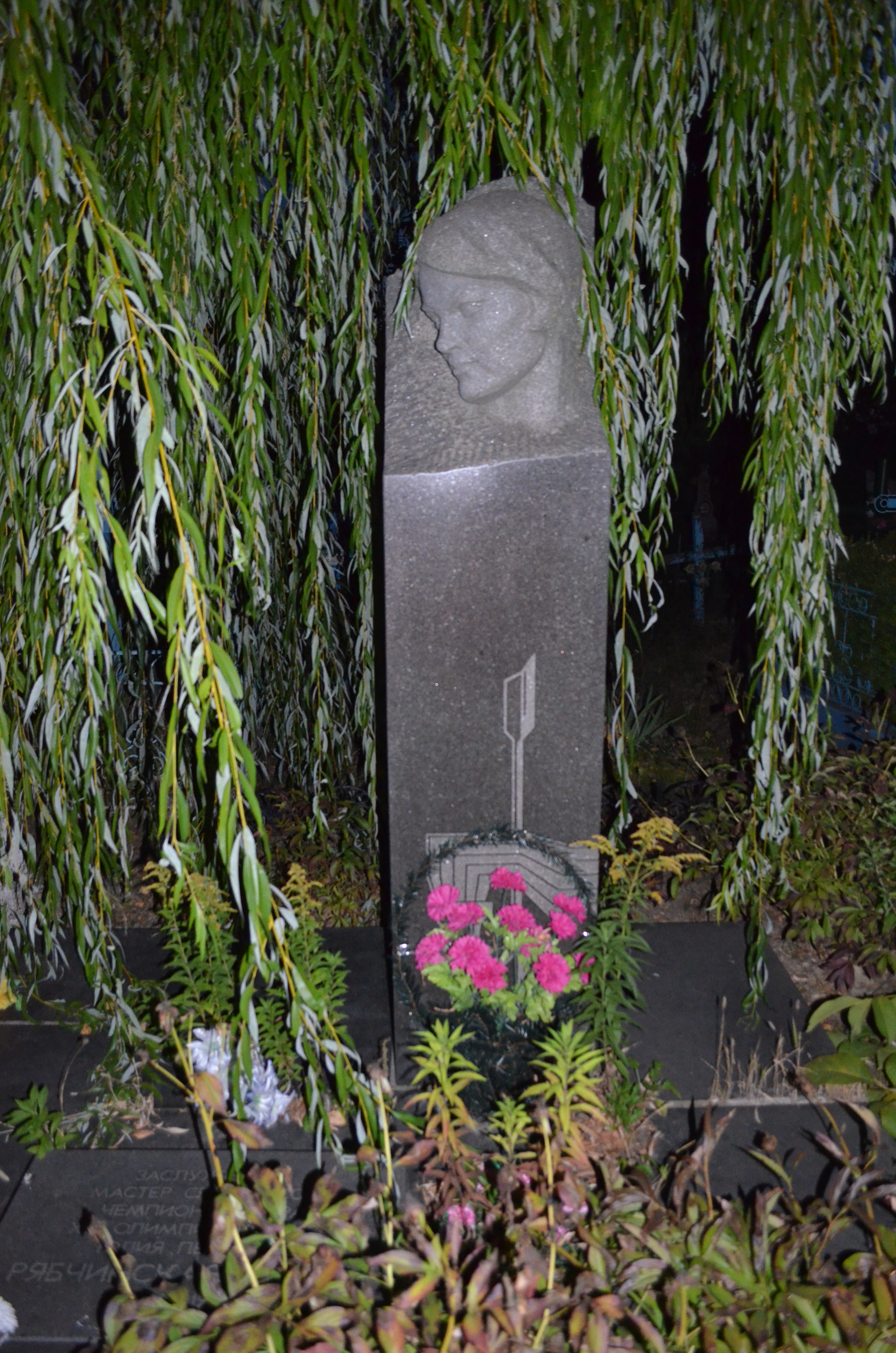
Grób Juliji Riabczynskiej w Piszczance

Julija Petriwna Riabczynska z domu Babak (ukr. Юлія Петрівна Рябчинська (Бабак), ur. 26 stycznia 1947 w Piszczance, zm. 13 stycznia 1973 w Poti) – ukraińska kajakarka, złota medalistka olimpijska z Monachium i mistrzyni świata. Startowała w barwach Związku Radzieckiego.

## Życiorys
Zdobyła złoty medal w wyścigu kajaków czwórek (K-4) na 500 metrów na mistrzostwach świata w 1971 w Belgradzie (oócz niej w osadzie radzieckiej płynęły Kateryna Kuryszko, Natalja Bojko i Ludmiła Pinajewa).
Zwyciężyła w wyścigu jedynek (K-1) na 500 metrów na igrzyskach olimpijskich w 1972 w Monachium, wyprzedzając Mieke Jaapies z Holandii i Annę Pfeffer z Węgier.
Była mistrzynią ZSRR w sztafecie K-1 4 × 500 metrów i w czwórkach K-4 na 500 metrów w 1971.
Zmarła tragicznie kilka miesięcy po zdobyciu mistrzostwa olimpijskiego. Podczas obozu treningowego w Poti kajak Riabczyskiej wywrócił się z nią w lodowatej wodzie rzeki Karpacza. Riabczyńska zmarła wskutek raptownego wychłodzenia.
W 1972 została odznaczona Orderem „Znak Honoru” i otrzymałs tytuł Zasłużonego Mistrza Sportu ZSRR.